# 莫滕
莫滕是德国巴伐利亚州的一个市镇。总面积23.80平方公里，总人口1781人，其中男性895人，女性886人（2011年12月31日），人口密度75人/平方公里。